# Pedro Aurélio Góis de Monteiro
Pedro Aurélio Góis de Monteiro, brazilski general, * 12. december 1889, † 16. oktober 1956.